# 浜たかや
浜 たかや（はま - 、本名・濱野孝也、1935年7月13日 - 2024年9月6日）は、日本の児童文学作家。

## 来歴・人物
東京都生まれ。早稲田大学中退後、海外の児童書の翻訳などをする。1984年ファンタジー作品『太陽の牙』でデビューし、日本児童文学者協会新人賞受賞。1989年『風、草原をはしる』で赤い鳥文学賞受賞。1998年、名古屋市芸術特賞受賞。「南総里見八犬伝」の児童向け翻案で知られる。

## 著書
- 『太陽の牙』（偕成社） 1984.12
- 『犬・犬・みんな犬』（偕成社） 1985.2
- 『宇宙人の地球日記』（偕成社） 1985.4
- 『たったいちどの夕やけ』（小峰書店） 1986.11
- 『火の王誕生』（偕成社） 1986.3
- 『駅うら三丁目の宇宙人』（偕成社） 1986.4
- 『おばあちゃん宇宙へいく』（偕成社） 1986.10
- 『四年イヌ組 カバ先生』（偕成社） 1986.12
- 『四年イヌ組 コネコ先生』（偕成社） 1986.8
- 『先生なんか消えちまえ』（偕成社） 1987.9
- 『遠い水の伝説』（偕成社） 1987.3
- 『ちびねこビックリがんばる』（くもん出版） 1987.7
- 『ネズミの中の宇宙人』（小峰書店） 1987.12
- 『コロッケ家族とスパゲッティ家族』（学習研究社） 1987.2
- 『四年イヌ組 ミステリーキャンプ』（偕成社） 1987.3
- 『1+1=? ちょっとふしぎなクラスメイト』（佼成出版社） 1988.11
- 『拝啓わたしのバクさま』（くもん出版） 1988.3
- 『風、草原をはしる』（偕成社） 1988.11
- 『ゆうれいがボーイフレンド』（偕成社） 1989.1
- 『ふたりのエスパー』（偕成社） 1989.9
- 『魔法のこうかん日記』（偕成社） 1989.12
- 『すっごい転校生がくる!!』（偕成社） 1990.8
- 『宝さがしはふたりで』（くもん出版） 1990.8
- 『チコはうそつき?』（教育画劇） 1990.1
- 『50年まえのプレゼント』（PHP研究所） 1990.12
- 『ちょっとあぶない日曜日』（偕成社） 1990.12
- 『ちょっとおかしな月曜日』（偕成社） 1991.9
- 『月の巫女』（偕成社） 1991.5
- 『エミにきた手紙』（くもん出版） 1991.3
- 『続1+1=? そっくり3人うりみっつ』（佼成出版社） 1991.4
- 『日曜日はふたりで探偵』（偕成社） 1991.5
- 『ぼくんちのゆうれい』（偕成社） 1992.2
- 『おじいさんのタイムカプセル』（新日本出版社） 1993.10
- 『でんしゃにのったチョウチョ』（PHP研究所） 1993.7
- 『仮面の国のユリコ』（偕成社） 1994.7
- 『龍使いのキアス』（偕成社） 1997.1
- 『南総里見八犬伝』 第1 - 第4の物語（曲亭馬琴原作、偕成社） 2002